# Lemsdorfer Weg 14

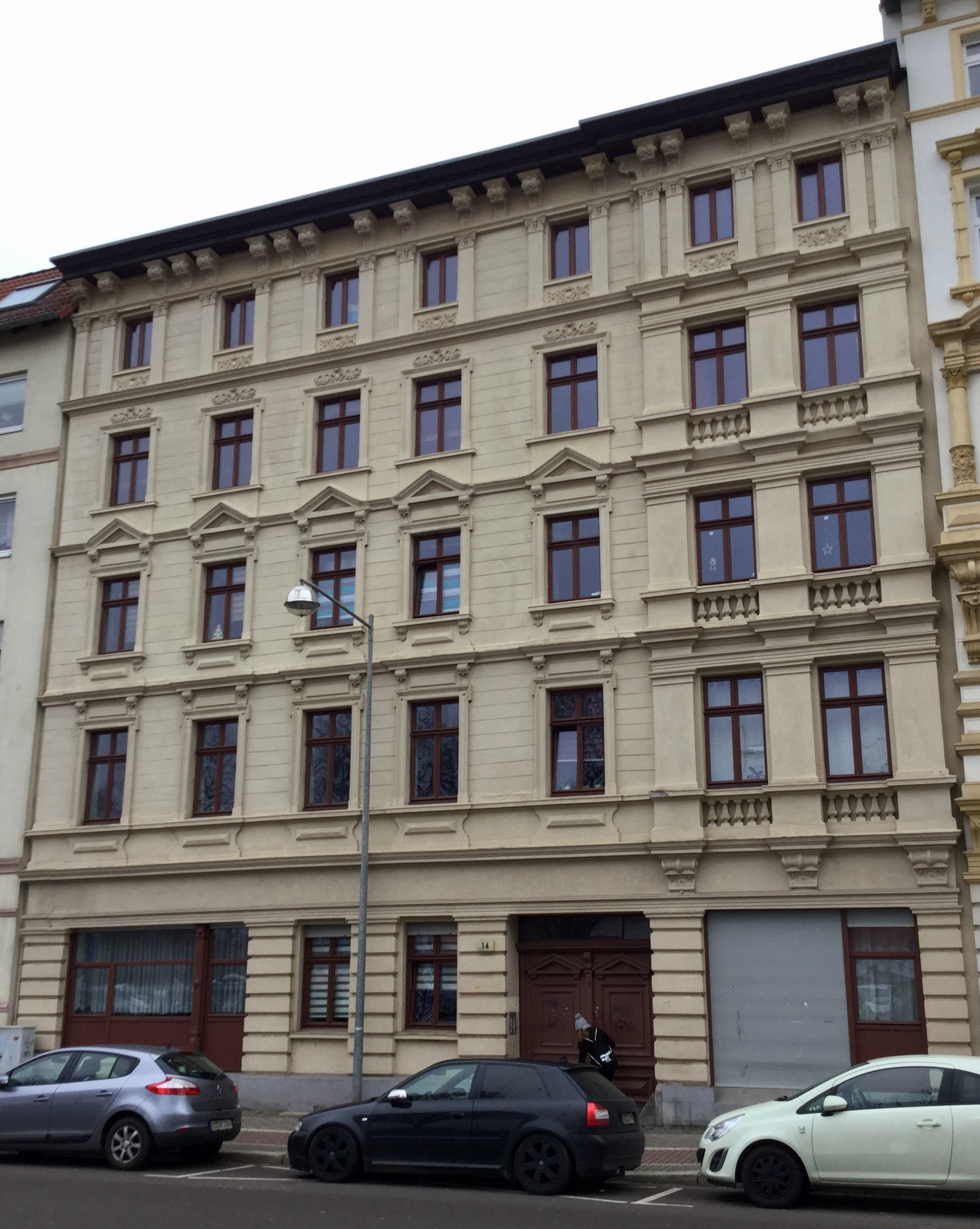
Lemsdorfer Weg 14

Das Haus Lemsdorfer Weg 14 ist ein denkmalgeschütztes Gebäude in Magdeburg in Sachsen-Anhalt.

## Lage
Es befindet sich auf der südlichen Seite des Lemsdorfer Wegs im Magdeburger Stadtteil Sudenburg. Westlich grenzt das gleichfalls denkmalgeschützte Haus Lemsdorfer Weg 12 an.

## Architektur und Geschichte
Der verputzte Bau wurde 1887 durch den Bauunternehmer Wilhelm Hoffmann im Stil des Neobarock errichtet. Bauherr des viereinhalbgeschossigen Hauses war der Maurerpolier Friedrich Schoof. Neben dem traufständig an der Straße stehenden Vorderhaus entstanden um einen Hof gruppiert auch zwei Seitenflügel und ein Hinterhaus. Die Fassade des Vorderhauses ist siebenachsig ausgeführt, wobei die beiden äußeren rechten Achsen als Scheinerker ausgeführt sind. An der Fassade besteht ein Putzband, welches in gleicher Form auch an benachbarten Häusern zu finden ist. Das Kranzgesims ist deutlich hervorgehoben und mit Konsolen versehen.
Im örtlichen Denkmalverzeichnis ist das Wohn- und Geschäftshaus unter der Erfassungsnummer 094 82089 als Baudenkmal verzeichnet.
Das Gebäude befindet sich innerhalb einer weitgehend original erhaltenen Straßenzeile und gilt als straßenbildprägend. Außerdem wird es als Zeugnis für die Stadterweiterungen der Industrialisierungsphase betrachtet.